# صبيحة شبر
صبيحة شبر كاتبة عراقية،  ولدت في بغداد ١٩٤٧ بدأت الكتابة في الصحف العراقية عام 1960، نالت لقب أفضل كاتبة في العالم العربي من المجلس العالمي للصحافة عام 2009.

## مؤلفاتها

### قصص قصيرة
- الثمثال، من مطبعة الرسالة في الكويت عام 1976.
- امرأة سيئة السمعة، من مطبعة وكالة المطبوعات العربية في مصر عام 2005.
- لائحة الاتهام تطول، صدرت عن دار الوطن للطبعة في الرباط، عام 2007.
- التابوت، صدرت عن دار كيان في مصر عام 2008.
- لست أنت، صدرت عن دار ضفاف.[3]
- غسل العار، دار فضاءات، عمان.[4]

### روايات
- الزمن الحافي رواية مشتركة مع الأديب العراقي سلام نوري.
- العرس رواية صدرت عن العراق في عام 2010.
- فاقة تتعاظم وشعور يندثر، 2014.
- أرواح ظامئة للحب، 2015.
- هموم تتناسل وبدائل، 2015.[5]
- أدتك قلبي، 2017.[5]

## جوائز وتكريمات
- نالت لقب أفضل كاتبة في العالم العربي من المجلس العالمي للصحافة عام 2009.
- كرّمتها وزارة الثقافة العراقية عام 2010 ضمن المكرمين لحصولهم على جوائز عربية وعالمية.[5]